# Жанна-Емілія де Вільнев
Жанна-Емілія де Вільнев (фр. Jeanne-Émilie de Villeneuve; 9 березня 1811 року, Тулуза — 2 жовтня 1854 року, Кастр, Франція) — католицька свята, черниця, засновниця жіночої чернечої конгрегації Сестри Пресвятої Діви Марії Непорочного Зачаття.

## Біографія
Народилася 9 березня 1811 року в Тулузі в сім'ї маркіза де Вільнева. У 1825 році у неї померла мати. У 1830 році її сім'я переїхала в замок Отеро (Hauterive). Вела духовне життя під керівництвом єзуїтів, які її надихнули займатися благодійною діяльністю серед бідних дівчат з робітничих сімей. Вступила в чернечу конгрегацію «Дочки Милосердя», де прийняла чернечі обіти. 6 грудня 1836 року заснувала самостійну жіночу чернечу конгрегацію «Сестри Пресвятої Діви Марії Непорочного Зачаття».
Померла 2 жовтня 1854 року під час епідемії холери.

## Прославлення
5 липня 2009 року зарахована до лику блаженних папою Бенедиктом XVI і 17 травня 2015 року канонізована папою Франциском разом з Маріам Бауарді, Марією Христиною Брандо і Марією-Альфонсиною Даніль Гаттас.